# Мережеве планування
Мережеве планування (сіткове планування) — це одна з форм графічного відображення змісту робіт і тривалості виконання стратегічних планів і довгострокових комплексів проектних, планових, організаційних та інших видів діяльності підприємства. Поряд з лінійними графіками та табличними розрахунками мережеві методи планування
знаходять широке застосування при розробці перспективних планів та моделей створення складних виробничих систем та інших об'єктів довгострокового використання. Мережеві плани робіт підприємств по створенню нової конкурентноздатної продукції містять не тільки загальну тривалість всього комплексу проектно-виробничої та фінансово-економічної діяльності, але й тривалість та послідовність здійснення окремих процесів чи етапів, а також потреба необхідних економічних ресурсів.
Вперше плани-графіки виконання виробничих процесів були застосовані на американських фірмах . На лінійних або стрічкових графіках по горизонтальній осі в обраному масштабі часу відкладається тривалість робіт за всіма стадіями, етапами виробництва. Зміст циклів робіт зображується по вертикальній осі з необхідним ступенем їх розчленування на окремі частини або елементи. циклові або лінійні графіки звичайно застосовуються на вітчизняних підприємствах у процесі короткострокового чи оперативного планування виробничої діяльності. Основним недоліком таких планів-графіків є відсутність можливості тісної взаємоув'язки окремих робіт в єдину виробничу систему або загальний процес досягнення запланованих кінцевих цілей підприємства (фірми). Мережеві графіки служать не тільки для планування різноманітних довгострокових робіт, але і їх координації між керівниками та виконавцями проектів, а також для визначення необхідних виробничих ресурсів та їх раціонального використання.

## Дивись також
- Плани загального значення:

- Генеральний план
  - Генеральний план населеного пункту
- Навчальний план
- Опорний план
- План дій
- Генеральний план підприємства
- Літолого-стратиграфічний план